# Al Imran

Al-Imran w kaligrafii arabskiej

Al Imran (arab. ‏آل عمران‎, pol. Rodzina Imrana) –  trzecia sura Koranu. Jest to sura medyńska, objawiona najprawdopodobniej w 3. roku hidżry. Ma 200 aja. Tematem tej Sury jest wszechmoc Boga; padają też słowa, że poznanie prawdy o Nim jest możliwe tylko przez objawienie. Innym tematem sury są sposoby unikania grzechów. Wersety od 1 do 120 skupiają się na odpieraniu zewnętrznych pokus, natomiast wersety 120–200 wskazują sposoby walki z własnymi żądzami.

## Nazwa
Imran to arabski odpowiednik imienia Amram. W Koranie (podobnie jak w Biblii) Imran to ojciec Mojżesza.

## Ważne wersety
Niektóre istotniejsze wersety sury Al Imran:
- 3:3 Potwierdza, że zarówno Mojżesz jak i Jezus byli prorokami i że ich nauki pochodziły od Allaha:

On tobie zesłał Księgę z prawdą, stwierdzając prawdziwość tego, co już było przed nią. On zesłał niegdyś Torę i Ewangelię
- 3:5 Stwierdza, że niektóre fragmenty Koranu należy rozumieć alegorycznie:

Między wierszami które ją składają, jedne zawierają przykazania wyraźne, i te są zasadą dzieła, inne w przenośniach. Ci którzy mają, skłonność do błędu i przywiążą się do tych ostatnich, zrobią odszczepieństwo, chcąc je tłumaczyć Bóg sam zna ich tłumaczenie, ludzie zaś biegli w umiejętnościach odpowiedzą: my wierzymy w Koran, wszystko co się w nim zawiera pochodzi od Boga i to są słowa Jego mądrości.
- 3:68 Potępia antysemityzm, przypominając że wśród Żydów są zarówno dobrzy i źli ludzie tak samo jak w innych narodach:

Są i Żydzi, którym talent poruczyć możesz, a wiernie tobie oddanym będzie; są inni, z których rąk szeląga pożyczonego bez trudności nie odbierzesz.
- 3:84 Mówi szczegółowo o wierze nakazanej muzułmanom:

Powiedz: „Wierzymy w Boga i w to, co nam zesłał, i w to, co zostało zesłane Abrahamowi i Isma`ilowi, Izaakowi i Jakubowi, jak i plemionom; i w to, co zostało dane Mojżeszowi, Jezusowi i prorokom – od ich Pana. My nie robimy rozróżnienia między żadnym z nich i jesteśmy Jemu całkowicie poddani.”